# 松竹歌舞伎検定
松竹歌舞伎検定（しょうちくかぶきけんてい）とは、松竹株式会社が主催していた歌舞伎に関する知識を問う検定。

## 略歴
- 2008年11月24日、第1回検定試験を実施。

4級のみが実施され、1699名人が受験した。
- 2009年11月23日、第2回検定試験を実施。

3級の試験が初めて実施され、4級を424人、3級を1152人が受験した。
- 2010年11月23日、第3回検定試験を実施。

2級の試験が初めて実施され、4級を152人、3級を360人、2級を356人が受験した。
第3回の“検定大使”として、林家正蔵が就任した。
- 2012年11月4日、第4回検定試験を実施。

1級の試験が初めて実施された。
第5回以降は開催が確認されない。

## 試験
1級はマークシート（四択）と記述式を合わせて100問、全100問中8割正解で合格。2級、3級、4級はマークシート（四択）100問で全100問中7割正解で合格。

## 出版物
- 『松竹歌舞伎検定公式テキスト』（松竹株式会社［編集］）
- 『かぶき手帖 2010年版』（社団法人日本俳優協会、松竹株式会社、社団法人伝統歌舞伎保存会［編集・発行］）